# Ditmar Bicaj
Ditmar Bicaj (født 26. februar 1989 i Tirana, Albanien) er en albansk fodboldspiller, der spiller for FK Kukësi i Albanien. Bicaj har spillet i klubben siden sommerpausen 2014, hvor han kom til fra Skënderbeu Korçë. Han spiller primært i det central forsvar.